# Campeonato Canadiense de Fútbol 2022
El Campeonato Canadiense de Fútbol 2022 fue la edición número quince de la competición del fútbol de Canadá. Empezó el 10 de mayo de 2022 y terminará en julio del mismo año.
El Vancouver Whitecaps FC consiguió su segundo Campeonato Canadiense al derrotar al Toronto FC en tanda de penales, y aseguro su cupo para la Liga de Campeones de la Concacaf 2023.

## Formato
Al igual que el disputado en 2021, todo el torneo se jugará a partido único (en caso de empate tras los 90 minutos, el partido se decidira en penales). Siete equipos de la Canadian Premier League, Guelph United FC, CS Mont-Royal Outremont y Vancouver Whitecaps FC jugarán una ronda preliminar por un lugar en los cuartos de final, mientras que CF Montréal, Toronto FC y Pacific FC empezarán la competencia desde la ronda de cuartos de final por ser el campeón defensor, el subcampeón de la edición anterior y el campeón de la Canadian Premier League 2021, respectivamente.
Los diez equipos que disputan la ronda preliminar fueron divididos en tres bombos según su posición geográfica, y en un cuarto bombo se colocaron a los equipos clasificados en la ronda de cuartos de final.
| Bombo 1 (Oeste)                                         | Bombo 2 (Este)                                           | Bombo 3 (Este)                           | Bombo 4                           |
| ------------------------------------------------------- | -------------------------------------------------------- | ---------------------------------------- | --------------------------------- |
| Vancouver Whitecaps FC Cavalry FC FC Edmonton Valour FC | Forge FC York United FC Atlético Ottawa HFX Wanderers FC | Guelph United FC CS Mont-Royal Outremont | Pacific FC Toronto FC CF Montréal |

### Distribución
| Ronda                         | Equipos que entran en esta ronda | Equipos que provienen de la ronda anterior    |
| ----------------------------- | --- | --------------------------------------------- |
| Ronda Preliminar (10 equipos) | - 1 equipo campeón de la temporada 2021 de la League1 Ontario - 1 equipo campeón de la temporada 2021 de la Première ligue de soccer du Québec - 7 equipos de la Canadian Premier League - 1 equipo de la Major League Soccer |                                               |
| Cuartos de final (8 equipos)  | - 1 campeón de la temporada 2021 de la Canadian Premier League - 2 finalistas del Campeonato Canadiense de Fútbol 2021 | - 5 ganadores de la ronda preliminar          |
| Semifinales (4 equipos)       | | - 4 ganadores de la ronda de cuartos de final |
| Final (2 equipos)             | | - 2 ganadores de la ronda de Semifinales      |

## Equipos participantes
| Equipo                  | Ciudad    | Liga                               |
| ----------------------- | --------- | ---------------------------------- |
| Atlético Ottawa         | Ottawa    | Canadian Premier League            |
| Cavalry FC              | Calgary   | Canadian Premier League            |
| CS Mont-Royal Outremont | Montreal  | Première Ligue de soccer du Québec |
| FC Edmonton             | Edmonton  | Canadian Premier League            |
| Forge FC                | Hamilton  | Canadian Premier League            |
| Guelph United FC        | Guelph    | League1 Ontario                    |
| HFX Wanderers           | Halifax   | Canadian Premier League            |
| CF Montréal             | Montreal  | Major League Soccer                |
| Pacific FC              | Langford  | Canadian Premier League            |
| Toronto FC              | Toronto   | Major League Soccer                |
| Valour FC               | Winnipeg  | Canadian Premier League            |
| Vancouver Whitecaps FC  | Vancouver | Major League Soccer                |
| York United FC          | Toronto   | Canadian Premier League            |

### Equipos por provincia
| Provincia          | N.º | Equipos                                                                 |
| ------------------ | --- | ----------------------------------------------------------------------- |
| Ontario            | 5   | Forge FC, Atlético Ottawa, Toronto FC, Guelph United FC, York United FC |
| Alberta            | 2   | Calvary FC, FC Edmonton                                                 |
| Columbia Británica | 2   | Pacific FC, Vancouver Whitecaps FC                                      |
| Quebec             | 2   | CS Mont-Royal Outremont, CF Montréal                                    |
| Manitoba           | 1   | Valour FC                                                               |
| Nueva Escocia      | 1   | HFX Wanderers FC                                                        |

## Cuadro de desarrollo
El sorteo del Campeonato Canadiense de Fútbol se realizó el 9 de marzo de 2022.
|  | Ronda Preliminar 10 y 11 de mayo | Ronda Preliminar 10 y 11 de mayo |                        |       | Cuartos de final 24 y 25 de mayo | Cuartos de final 24 y 25 de mayo |  |  | Semifinales 22 de junio | Semifinales 22 de junio |  |  | Final 26 de julio | Final 26 de julio |
|  |                                  |                                  |                        |       |                                  |                                  |  |  |                         |                         |  |  |                   |                   |
|  |                                  |                                  |                        |       |                                  |                                  |  |  |                         |                         |  |  |                   |                   |
|  |                                  |                                  |                        |       |                                  |                                  |  |  |                         |                         |  |  |                   |                   |
|  | Cavalry FC                       | 2                                |                        |       |                                  |                                  |  |  |                         |                         |  |  |                   |                   |
|  | Cavalry FC                       | 2                                |                        |       |                                  |                                  |  |  |                         |                         |  |  |                   |                   |
|  | FC Edmonton                      | 1                                |                        |       |                                  |                                  |  |  |                         |                         |  |  |                   |                   |
|  | FC Edmonton                      | 1                                | Cavalry FC             | 1 (3) |                                  |                                  |  |  |                         |                         |  |  |                   |                   |
|  |                                  |                                  | Cavalry FC             | 1 (3) |                                  |                                  |  |  |                         |                         |  |  |                   |                   |
|  |                                  | Vancouver Whitecaps FC           | 1 (5)                  |       |                                  |                                  |  |  |                         |                         |  |  |                   |                   |
|  | Vancouver Whitecaps FC           | Vancouver Whitecaps FC           | 1 (5)                  | 2     |                                  |                                  |  |  |                         |                         |  |  |                   |                   |
|  | Vancouver Whitecaps FC           |                                  |                        | 2     |                                  |                                  |  |  |                         |                         |  |  |                   |                   |
|  | Valour FC                        | 0                                |                        |       |                                  |                                  |  |  |                         |                         |  |  |                   |                   |
|  | Valour FC                        | 0                                | Vancouver Whitecaps FC | 2     |                                  |                                  |  |  |                         |                         |  |  |                   |                   |
|  |                                  |                                  | Vancouver Whitecaps FC | 2     |                                  |                                  |  |  |                         |                         |  |  |                   |                   |
|  |                                  | York United FC                   | 1                      |       |                                  |                                  |  |  |                         |                         |  |  |                   |                   |
|  |                                  | York United FC                   | 1                      |       |                                  |                                  |  |  |                         |                         |  |  |                   |                   |
|  |                                  |                                  |                        |       |                                  |                                  |  |  |                         |                         |  |  |                   |                   |
|  |                                  |                                  |                        |       |                                  |                                  |  |  |                         |                         |  |  |                   |                   |
|  | Pacific FC                       | 2 (3)                            |                        |       |                                  |                                  |  |  |                         |                         |  |  |                   |                   |
|  | Pacific FC                       | 2 (3)                            |                        |       |                                  |                                  |  |  |                         |                         |  |  |                   |                   |
|  |                                  |                                  | York United FC         | 2 (4) |                                  |                                  |  |  |                         |                         |  |  |                   |                   |
|  | Atlético Ottawa                  | 1 (6)                            | York United FC         | 2 (4) |                                  |                                  |  |  |                         |                         |  |  |                   |                   |
|  | Atlético Ottawa                  | 1 (6)                            |                        |       |                                  |                                  |  |  |                         |                         |  |  |                   |                   |
|  | York United FC                   | 1 (7)                            |                        |       |                                  |                                  |  |  |                         |                         |  |  |                   |                   |
|  | York United FC                   | 1 (7)                            | Vancouver Whitecaps FC | 1 (5) |                                  |                                  |  |  |                         |                         |  |  |                   |                   |
|  |                                  |                                  | Vancouver Whitecaps FC | 1 (5) |                                  |                                  |  |  |                         |                         |  |  |                   |                   |
|  |                                  | Toronto FC                       | 1 (3)                  |       |                                  |                                  |  |  |                         |                         |  |  |                   |                   |
|  | Guelph United F.C.               | Toronto FC                       | 1 (3)                  | 0     |                                  |                                  |  |  |                         |                         |  |  |                   |                   |
|  | Guelph United F.C.               |                                  |                        | 0     |                                  |                                  |  |  |                         |                         |  |  |                   |                   |
|  | HFX Wanderers FC                 | 2                                |                        |       |                                  |                                  |  |  |                         |                         |  |  |                   |                   |
|  | HFX Wanderers FC                 | 2                                | HFX Wanderers FC       | 1     |                                  |                                  |  |  |                         |                         |  |  |                   |                   |
|  |                                  |                                  | HFX Wanderers FC       | 1     |                                  |                                  |  |  |                         |                         |  |  |                   |                   |
|  |                                  |                                  | Toronto FC             | 2     |                                  |                                  |  |  |                         |                         |  |  |                   |                   |
|  |                                  |                                  | Toronto FC             | 2     |                                  |                                  |  |  |                         |                         |  |  |                   |                   |
|  |                                  |                                  |                        |       |                                  |                                  |  |  |                         |                         |  |  |                   |                   |
|  |                                  |                                  |                        |       |                                  |                                  |  |  |                         |                         |  |  |                   |                   |
|  | Toronto FC                       | 4                                |                        |       |                                  |                                  |  |  |                         |                         |  |  |                   |                   |
|  | Toronto FC                       | 4                                |                        |       |                                  |                                  |  |  |                         |                         |  |  |                   |                   |
|  |                                  | CF Montréal                      | 0                      |       |                                  |                                  |  |  |                         |                         |  |  |                   |                   |
|  |                                  | CF Montréal                      | 0                      |       |                                  |                                  |  |  |                         |                         |  |  |                   |                   |
|  |                                  |                                  |                        |       |                                  |                                  |  |  |                         |                         |  |  |                   |                   |
|  |                                  |                                  |                        |       |                                  |                                  |  |  |                         |                         |  |  |                   |                   |
|  | CF Montréal                      | 3                                |                        |       |                                  |                                  |  |  |                         |                         |  |  |                   |                   |
|  | CF Montréal                      | 3                                |                        |       |                                  |                                  |  |  |                         |                         |  |  |                   |                   |
|  |                                  |                                  | Forge FC               | 0     |                                  |                                  |  |  |                         |                         |  |  |                   |                   |
|  | Forge FC                         | 2                                | Forge FC               | 0     |                                  |                                  |  |  |                         |                         |  |  |                   |                   |
|  | Forge FC                         | 2                                |                        |       |                                  |                                  |  |  |                         |                         |  |  |                   |                   |
|  | CS Mont-Royal Outremont          | 0                                |                        |       |                                  |                                  |  |  |                         |                         |  |  |                   |                   |
|  | CS Mont-Royal Outremont          | 0                                |                        |       |                                  |                                  |  |  |                         |                         |  |  |                   |                   |

### Ronda preliminar

#### Atlético Ottawa - York United
| 10 de mayo                                | Atlético Ottawa                                                            | 1:1 (0:1) (6:7 p.)         | York United FC                                                                  | TD Place Stadium, Ottawa                                      |                                                               |
| 19:00 ET                                  | Shaw 61'                                                                   | Reporte                    | Abzi 31'                                                                        | Asistencia: 1728 espectadores Árbitro(s): Pierre-Luc Lauzière | Asistencia: 1728 espectadores Árbitro(s): Pierre-Luc Lauzière |
|                                           |                                                                            | Tiros desde el punto penal |                                                                                 |                                                               |                                                               |
|                                           | - Haworth - Wright - Shaw - Alemán - Bassett - Sissoko - Beckie - McKendry |                            | - De Rosario - Abzi - Zator - Wilson - Hernández - Johnston - Jesús - Toussaint |                                                               |                                                               |
| York United clasifica a Cuartos de final. |                                                                            |                            |                                                                                 |                                                               |                                                               |

#### Guelph United FC - HFX Wanderers FC
| 10 de mayo                                  | Guelph United FC | 0:2 (0:1) | HFX Wanderers FC                | Alumni Stadium, Guelph                                |                                                       |
| 19:00 ET                                    |                  | Reporte   | Garcia 22' (pen.) · Daniels 61' | Asistencia: 1728 espectadores Árbitro(s): Filip Dujic | Asistencia: 1728 espectadores Árbitro(s): Filip Dujic |
| HFX Wanderers clasifica a Cuartos de final. |                  |           |                                 |                                                       |                                                       |

#### Cavalry FC - FC Edmonton
| 10 de mayo                            | Cavalry FC            | 2:1 (2:0) | FC Edmonton            | ATCO Field, Calgary                                    |                                                        |
| 19:30 MT                              | Bevan 17', 36' (pen.) | Reporte   | Warschewski 55' (pen.) | Asistencia: 2229 espectadores Árbitro(s): Juan Márquez | Asistencia: 2229 espectadores Árbitro(s): Juan Márquez |
| Cavalry clasifica a Cuartos de final. |                       |           |                        |                                                        |                                                        |

#### Forge FC - CS Mont-Royal Outremont
| 11 de mayo                          | Forge FC                    | 2:0 (1:0) | CS Mont-Royal Outremont | Tim Hortons Field, Hamilton                            |                                                        |
| 19:00 ET                            | Campbell 34' · Pacius 90+2' | Reporte   |                         | Asistencia: 2213 espectadores Árbitro(s): Yusri Rudolf | Asistencia: 2213 espectadores Árbitro(s): Yusri Rudolf |
| Forge clasifica a Cuartos de final. |                             |           |                         |                                                        |                                                        |

#### Vancouver Whitecaps FC - Valour FC
| 11 de mayo                                        | Vancouver Whitecaps FC   | 2:0 (2:0) | Valour FC | BC Place, Vancouver                                  |                                                      |
| 19:00 PT                                          | Teibert 19' · Raposo 22' | Reporte   |           | Asistencia: 7803 espectadores Árbitro(s): Alain Ruch | Asistencia: 7803 espectadores Árbitro(s): Alain Ruch |
| Vancouver Whitecaps clasifica a Cuartos de final. |                          |           |           |                                                      |                                                      |

### Cuartos de final

#### HFX Wanderers FC - Toronto FC
| 24 de mayo                       | HFX Wanderers FC | 1:2 (0:0) | Toronto FC                       | Wanderers Grounds, Halifax                             |                                                        |
| 19:00 AT                         | Salter 69'       | Reporte   | Bradley 55' · Schaale 87' (a.g.) | Asistencia: 6507 espectadores Árbitro(s): Juan Marquez | Asistencia: 6507 espectadores Árbitro(s): Juan Marquez |
| Toronto clasifica a Semifinales. |                  |           |                                  |                                                        |                                                        |

#### Pacific FC - York United
| 24 de mayo                           | Pacific FC                                                | 2:2 (1:2) (3:4 p.)         | York United FC                              | Starlight Stadium, Langford                           |                                                       |
| 19:00 PT                             | Đidić 12', 90+6'                                          | Reporte                    | Thompson 26' · De Rosario 31'               | Asistencia: 1462 espectadores Árbitro(s): Filip Dujic | Asistencia: 1462 espectadores Árbitro(s): Filip Dujic |
|                                      |                                                           | Tiros desde el punto penal |                                             |                                                       |                                                       |
|                                      | - Díaz - Meilleur-Giguère - dos Santos - Daniels - Bustos |                            | - Abzi - Zator - Hernández - Jesus - Wilson |                                                       |                                                       |
| York United clasifica a Semifinales. |                                                           |                            |                                             |                                                       |                                                       |

#### CF Montréal - Forge FC
| 25 de mayo                        | CF Montréal           | 3:0 (2:0) | Forge FC | Estadio Saputo, Montreal        |                                 |
| 19:00 ET                          | Ibrahim 14', 22', 49' | Reporte   |          | Árbitro(s): Pierre-Luc Lauzière | Árbitro(s): Pierre-Luc Lauzière |
| Montréal clasifica a Semifinales. |                       |           |          |                                 |                                 |

#### Cavalry FC - Vancouver Whitecaps FC
| 25 de mayo                                   | Cavalry FC                            | 1:1 (0:0) (3:5 p.)         | Vancouver Whitecaps FC                             | ATCO Field, Calgary      |                          |
| 19:00 MT                                     | Bevan 72'                             | Reporte                    | Klomp 80' (a.g.)                                   | Árbitro(s): Yusri Rudolf | Árbitro(s): Yusri Rudolf |
|                                              |                                       | Tiros desde el punto penal |                                                    |                          |                          |
|                                              | - Bevan - Escalante - Simmons - Musse |                            | - Cavallini - Caicedo - Dájome - Owusu - Gutiérrez |                          |                          |
| Vancouver Whitecaps clasifica a Semifinales. |                                       |                            |                                                    |                          |                          |

### Semifinales

#### Toronto FC - CF Montréal
| 22 de junio                   | Toronto FC                                   | 4:0 (1:0) | CF Montréal | BMO Field, Toronto                                      |                                                         |
| 19:00 ET                      | Akinola 14', 22' · Jiménez 75' · Pozuelo 78' | Reporte   |             | Asistencia: 18133 espectadores Árbitro(s): Yusri Rudolf | Asistencia: 18133 espectadores Árbitro(s): Yusri Rudolf |
| Toronto clasifica a la Final. |                                              |           |             |                                                         |                                                         |

#### Vancouver Whitecaps FC - York United
| 22 de junio                               | Vancouver Whitecaps FC | 2:1 (0:0) | York United FC | BC Place, Vancouver                                     |                                                         |
| 19:00 PT                                  | White 53', 73'         | Reporte   | Johnston 84'   | Asistencia: 10503 espectadores Árbitro(s): Juan Márquez | Asistencia: 10503 espectadores Árbitro(s): Juan Márquez |
| Vancouver Whitecaps clasifica a la Final. |                        |           |                |                                                         |                                                         |

### Final

#### Vancouver Whitecaps FC -  Toronto FC
| 26 de julio | Vancouver Whitecaps FC                       | 1:1 (1:0) (5:3 p.)         | Toronto FC                                    | BC Place, Vancouver                                             |                                                                 |
| 19:30 PT    | White 19'                                    | Reporte                    | MacNaughton 75'                               | Asistencia: 24 307 espectadores Árbitro(s): Pierre-Luc Lauzière | Asistencia: 24 307 espectadores Árbitro(s): Pierre-Luc Lauzière |
|             |                                              | Tiros desde el punto penal |                                               |                                                                 |                                                                 |
|             | - Gauld - White - Gressel - Cubas - Blackmon |                            | - Criscito - Perruzza - Osorio - Bernardeschi |                                                                 |                                                                 |

|                                           |
| Bandera de Columbia Británica             |
| Campeón Vancouver Whitecaps FC 2.º título |

## Goleadores
- Actualizado el 26 de julio de 2022

| Jugador        | Equipo              | Goles |
| -------------- | ------------------- | ----- |
| Myer Bevan     | Cavalry FC          | 3     |
| Sunusi Ibrahim | CF Montréal         | 3     |
| Brian White    | Vancouver Whitecaps | 3     |
| Amer Đidić     | Pacific FC          | 2     |
| Ayo Akinola    | Toronto FC          | 2     |